# Novi Pazar

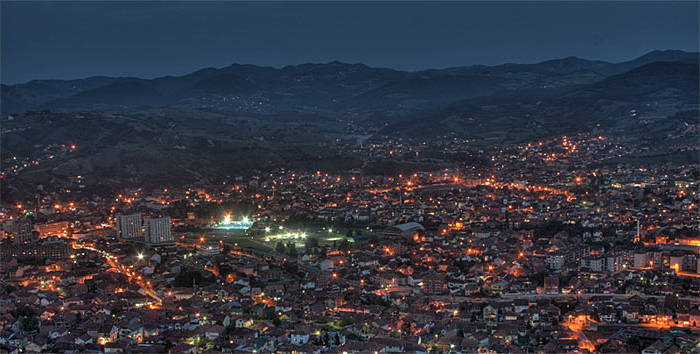
Novi Pazar

Novi Pazar é uma cidade da Sérvia, localizada no distrito da Ráscia. O nome significa "mercado novo". Possui uma população de 68 749 pessoas.